# Птолемей (царь Коммагены)
Птолемей (греч. Πτολεμαῖος, армян. Պտողեմեոս Կոմմագենացի) — первый правитель Коммагенского царства.

## Биография

### Происхождение
Птолемей являлся представителем армянской династии Ереванидов: его отцом был царь Оронт IV, сын правителя Софенского царства Аршама.

### Обретение власти
Птолемей был сатрапом Коммагены с 201 по 163 год до н. э., верно служа нескольким правителям Селевкидского государства: Антиоху III, Селевку IV, Антиоху IV и Антиоху V.
В 163 году до н. э. на фоне междоусобиц в царстве Птолемей провозгласил Коммагенское царство, сделав своей столицу Самосату.

### Правление
Став независимым государем, Птолемей направил свои войска в Мелитену, принадлежавшую каппадокийскому царю Ариарату V. Город был захвачен, но после выступления против интервентов мощной армии, коммагенцы возвратились на родину.
Смерть Птолемея в 130 году до н. э. передала власть в руки его сына Сама II.